# Nitro Records
Nitro Records est un label indépendant américain, anciennement basé appartenant à Huntington Beach, en Californie, actif entre 1994 et 2007. 

## Histoire
Le label est fondé par Dexter Holland (chanteur et fondateur du groupe The Offspring) et Greg K (bassiste du même groupe). Ils ont fondé le label en 1995. Le label est connu pour avoir accueilli des artistes punk qui ont connu le succès par la suite, notamment AFI avec leur disque The Art of Drowning en 2000. Avec le temps, des groupes déjà bien établis, comme The Damned et TSOL ont également signé des contrats avec Nitro. The Offspring ont également utilisé le label pour le relancement de leur premier album éponyme.
En juillet 2013, Bicycle Music acquiert Nitro Records,.

## Groupes et artistes
- 30 Foot Fall (en)
- AFI
- The Aquabats
- A Wilhelm Scream
- Bodyjar (en)
- Bullet Train to Vegas (en)
- Crime in Stereo
- The Damned
- Divit (en)
- Don't Look Down
- Enemy You (en)
- Exene Cervenka and the Original Sinners (en)
- Ensign
- Guttermouth
- Jugg's Revenge (en) (anciennement Jughead's Revenge)
- Hit the Switch
- Lost City Angels (en)
- Much the Same
- No Trigger
- The Offspring (réédition d'anciens enregistrements)
- One Hit Wonder
- Rufio
- Sloppy Seconds
- Stavesacre
- TSOL
- The Letters Organize
- TheSTART
- The Turbo A.C.'s
- The Vandals

## Compilations
- 1996 : Go Ahead Punk... Make My Day[3]
- 1998 : Deep Thoughts
- 2000 : The Thought Remains the Same (réédition de Deep Thoughts)[4]
- 2001 : Punkzilla[5]